# Felip Munar i Munar
Felip Munar i Munar (Lloret de Vistalegre, 1960) és mestre especialitzat en llengua espanyola i francesa, llicenciat de grau i doctor en filologia catalana i lingüística general per la UIB. Actualment està jubilat.
Munar ha treballat de mestre en col·legis públics i centres d'adults i de professor d'institut. Ha estat assessor de llengües al Centre de Professorat i Recursos de Palma (1991-1994) i assessor tècnic docent de la Delegació Provincial del Ministerio de Educación y Ciencia (1994-1997). És professor associat de la Universitat de les Illes Balears d'ençà del curs 1994/95, on imparteix, o ha impartit, les matèries de Cultura Popular Catalana, Història i Didàctica de la Literatura Infantil i Juvenil Catalana, Aprenentatge de Llengües en contextos multilingües i Habilitats Lingüístiques. És professor del Màster en Formació del Professorat de la UIB d'ençà del curs 2008/09, i del Postgrau de Direcció de Centres Educatius en el CESAG. Fou el Cap del Servei d'Ensenyament del Català del Govern de les Illes Balears d'ençà de les transferències en matèria d'educació a la Comunitat Autònoma de les Illes Balears (1998) i fins al maig de 2013, després que el govern del Partit Popular decidís suprimir-lo. Des d'aleshores ha treballat a l'IES Ramon Llull (2013), IES Josep Sureda i Blanes (2014) i IES Antoni Maura (2015). Va ser regidor de l'Ajuntament del seu poble (1991-1999).
Ha col·laborat amb les editorials Anaya i Vicens Vives en l'elaboració de llibres de text per a l'ESO i el Batxillerat a les Illes Balears.
Ha col·laborat en els llibres Mallorca eròtica –que va presentar a la Fira del Llibre celebrada a Frankfurt, Alemanya, el 2007, dedicada a la literatura catalana– i De sa paraula a sa pintura, on ha posat els textos als dibuixos dels pintors Joan Bennàssar i Joan Lluís Fuster, respectivament.
Des de l'any 2002 escriu una columna setmanal al Diario de Mallorca amb el títol de "Costumari popular". Ha realitzat el Parenòstic i costumari popular per a l'any 2012 que el Diario de Mallorca ha publicat i repartit en fascicles. Ha col·laborat com a guionista al programa Glosadors d'IB3 Televisió i com a presentador del programa Uep! Com anam?, de la mateixa cadena. Ha fet els guions i ha presentat dos programes radiofònics, a través d'IB3 Ràdio: De festa en festa i Gent de poble (2009-2011).
Va participar i coordinar la publicació de NARRIA. Estudios de Artes y Costumbres Populares, en els números 113, 114, 115, 116, dedicats a les Illes Balears (2006). Fou el comissari de l'exposició "L'esplendor de la festa" a la Llotja de Palma (octubre 2006-gener 2007), organitzada per l'Institut d'Estudis Baleàrics, i tingué cura de la publicació L'esplendor de la festa. Màgia i misteri de les festes antigues, on es van recollir les conferències impartides al llarg de l'exposició.
Fou vocal fundador de l'Associació Cultural Canonge de Santa Cirga des d'on s'inicià la recuperació del glosat a Mallorca, entre altres actuacions (Manacor, 1998), i és secretari de l'Associació Cultural Glosadors de Mallorca, que aglutina tots els glosadors de picat de Mallorca (Manacor, 2010). A més, és assessor literari d'Edicions Documenta Balear, i el director de les col·leccions El Bufador, Plecs de Cultura Popular i Glosadors sobre temes de cultura popular i tradicional, de la mateixa editorial, a través de les quals s'han publicat una trentena de llibres.

## Premis
- 1995: guanyà el 2n premi al IV Concurs de Conte Curt Sant Bartomeu.
- 2002: l'Associació Defesta li atorgà el Siurell de Plata per la seva tasca en la recuperació i la dignificació de la cultura popular.[18]
- 2006: l'Escola Municipal de Mallorquí de Manacor, li atorgà el Reconeixement de Mèrits.[17]
- 2006: rebé la P de Populars de Mallorca, atorgat per la cadena Cope-Illes Balears.[19]
- 2006/07: fou el comissari de l'Exposició a sa Llonja de l'Esplendor de la Festa. Màgia i misteri de les festes antigues.[20]
- 2010: va rebre el reconeixement de l'Obra Cultural Balear d'Inca per la seva tasca en la recuperació de la cultura popular i tradicional de les Illes Balears.[19]
- 2011: va compartir el primer premi de la Rosa d'Or[[21]]
- 2012: guanyà la Rosa d'Or de Castellitx d'Algaida en la categoria de Glosats.[22]
- 2013: rebé el guardó "Tolo Güell a la mallorquinitat".[23]
- 2017: rebé el guardó "Actuació Cívica 2016" de la Fundació Lluís Carulla.[24]
- 2021: guanyà la Rosa d'Or de Castellitx d'Algaida en la categoria de glosats.[25]
- 2021: guanyà el 2n premi de Conte Curt de Montuïri.[26]
- 2022: distinció honorífica de l'Ajuntament de Pollença en l'àmbit de la cultura popular i les festes pollencines.[27]
- 2019, 2021 i 2022: 1r premi del Concurs de Gloses del Veremar de Binissalem.[28]
- 2022: reconeixement de l'Ajuntament de Palma en la Setmana de Cultura Popular.[29]

## Obra
- Una biblioteca d'adults (et al.). Centre de Recursos Pedagògics. Palma, 1987. DP PM 357-1987
- 4 anys de gestió (1987-1991). Impressió: Apòstol y civilizador, Petra. (Amb Guillem Fiol i Tomàs). Ajuntament de Lloret de Vistalegre, 1991. DP PM 789-1991.
- Benvolgut Felip (deu cartes d'amor per al meu fill).  Balears: Editorial Moll, 1992. ISBN 84-273-0699-7.
- Amb Tomàs Martínez Miró  Amb paraules ben planeres.  Balears: Escola de Formació en Mitjans Didàctics, 1995. ISBN 84-92010-33-9. Reedició revisada i ampliada (2018). ISBN 978-84-15202-15-8.
- Guia per a l'elaboració del Projecte Lingüístic de Centre. Conselleria de Cultura, Educació i Esports, 1995. DL: PM-483-1995.
- Lloret de Vistalegre: Imatges d'ahir. Miquel Font Editor, 1996. ISBN 84-7967-058-4.
- Passejada idíl·lica per Mallorca i realitat crua actual. Papers de sa Torre, 45. Aplecs de Cultura i Ciències Socials, 1998. Patronat de l'Escola Municipal de Mallorquí. ISBN 84-88256-25-6.
- DIC. Llengua catalana per a alumnes no-catalanoparlants. Nivell llindar (Quadern, Guia i CD). Editorial Moll. Mallorca, 1999. ISBN 84-273-0821-3.
- Testimoniatge d'una monja: escrits i reflexions sobre sor Josefa Mayol. Ajuntament de Lloret de Vistalegre/Documenta Balear, 2002. DL:PM-851-2002.
- Mossèn Agustí Puigserver: un llorità insigne. Ajuntament de Lloret de Vistalegre/Documenta Balear, 2003. DL: PM-975-2003.
- Normativa lingüística del sistema educatiu. Col·lecció legislativa, 6, 2003. Institut d'Estudis Autonòmics. Govern de les Illes Balears. ISBN 84-95904-10-1.
- De figues i figueres.  Balears: Documenta Balear, 2006 (Plecs de Cultura Popular). ISBN 84-96376-75-3.
- L'esplendor de la Festa. Màgia i misteri de les festes antigues..Taller Gràfic Ramon, 2006. ISBN 84-95876-13-2
- Jocs de matances.  Balears: Documenta Balear, 2003. ISBN 84-95694-66-2.
- De la figuera a la taula: Receptes de cuina.  Balears: Documenta Balear, 1999. ISBN 9788489067653.
- De la figuera a la taula. Més receptes de cuina.  Documenta Balear, 2014. ISBN 978-84-16163-03-8.
- Jo vull ser glosador.  Balears: Documenta Balear, 2008. ISBN 978-84-96841-71-0.
- El pare Rafel Ginard i la vida quotidiana a principis del segle XX. Papers de cal pare Ginard, 4. 2005. DL: PM 2381-2005
- Felip Munar (ed.). Formes d'expressió oral.  Balears: Consell Insular de Mallorca, 2005. ISBN 84-96069-32-X.
- Amb Bennàssar, Joan (il·lustracions). Mallorca eròtica (en català, anglès, castellà).  Balears: Benpla Produccions, 2007. ISBN 978-84-95876-30-0.
- Cèlia Viñas: Entre el record i l'esperança.  Balears: Documenta Balear, 2006. ISBN 9788496376649.
- Els glosadors de Mallorca.  Balears: Consell de Mallorca. Departament de Cultura, 2010. Cultura en Xarxa. DL: PM-207-2010
- Fent memòria: 10 anys de gloses. Associació Cultural Canonge de Santa Cirga, 2010. DL: PM 1207-2010.
- Amb Fuster, Joan Lluís (dibuixos). De sa paraula a sa pintura.  Balears: Impremta Goya, 2011. ISBN 978-849-681-6701.
- Manual del bon glosador.  Balears: Documenta Balear, 2001. ISBN 84-95694-12-3.
- Uep! Com Anam? Del camp a ca teva. IB3 Televisió de les Illes Balears. ISBN 978-84-616-3781-2
- Felip Munar (ed.). La festa del Sequer. Pregons. Col·lecció Menjavents. Documenta Balear, 2013. ISBN 978-84-15432-53-1
- Els glosadors de picat a Mallorca. Col·lecció Es Cantet. Documenta Balear, 2015. ISBN 978-84-16163-38-0
- Vi i cultura popular. Veremar a Mallorca. Documenta. Plecs de Cultura Popular, 5. Documenta Balear, 2015. ISBN 978-84-16163-39-7
- La universalitat de la glosa. Gloses mallorquines de picat 1735-2011. Documenta Balear. Col·l. Es Cantet, 2017. ISBN 978-84-16163-84-7
- La cuina mallorquina d'en Biel Felip (et al.). Documenta Balear. 2017. ISBN 978-84-17113-07-0
- El meló, un regal de la terra (et al.). Plecs de Cultura Popular, 6. Documenta Balear. 2019. ISBN 978-84-17113-80-3
- Festes, tradicions i costums a Mallorca, amb Miquel Riutort. Documenta Balear. 2023. ISBN 978-84-18441-78-3
- La petjada diària de la religiositat. Lleonard Muntaner Editor. Col·lec. ArcBotant, 4. Mallorca, 2025. ISBN 978-84-10377-30-1